# Gordon (Alabama)
Gordon es un pueblo ubicado en el condado de Houston en el estado estadounidense de Alabama. Según el censo de 2010, su población era de 332 habitantes. La población estimada a 2019 es de 325 habitantes.

## Demografía
En el 2000el ingreso promedio de los hogares era de $16.917 y el ingreso promedio para una familia era de $17.708. El ingreso per cápita de la localidad era de $6.795. Los hombres tenían un ingreso medio de $25.625 contra $15.536 para las mujeres.

## Geografía
Gordon está situado en 31°8′35″N 85°5′46″O / 31.14306, -85.09611 (31.143171, -85.096114).
Según la Oficina del Censo de los EE. UU., la ciudad tiene un área total de 2.92 millas cuadradas (7.56 km²).